# Kisielów (województwo śląskie)

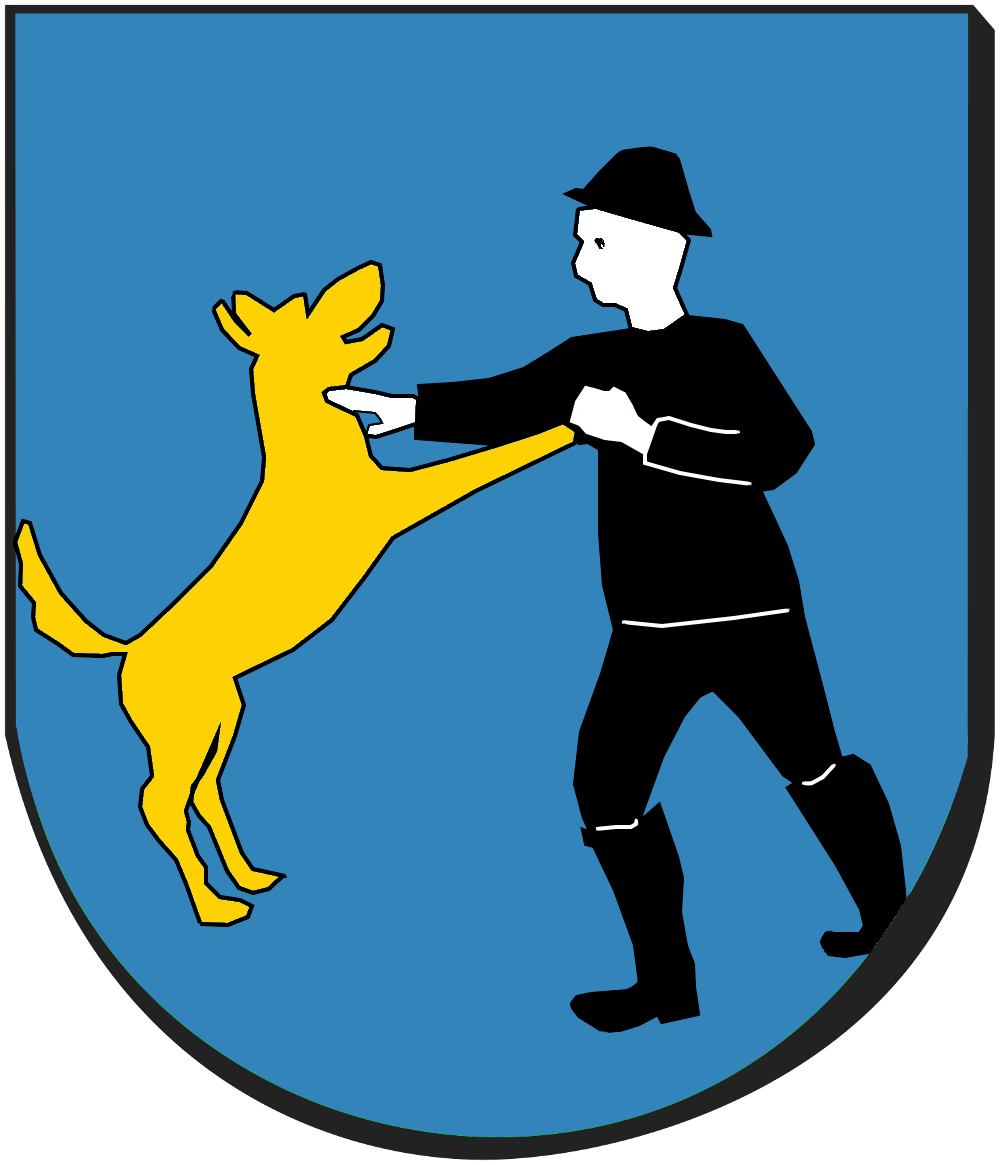
Nieoficjalny herb wsi Kisielów

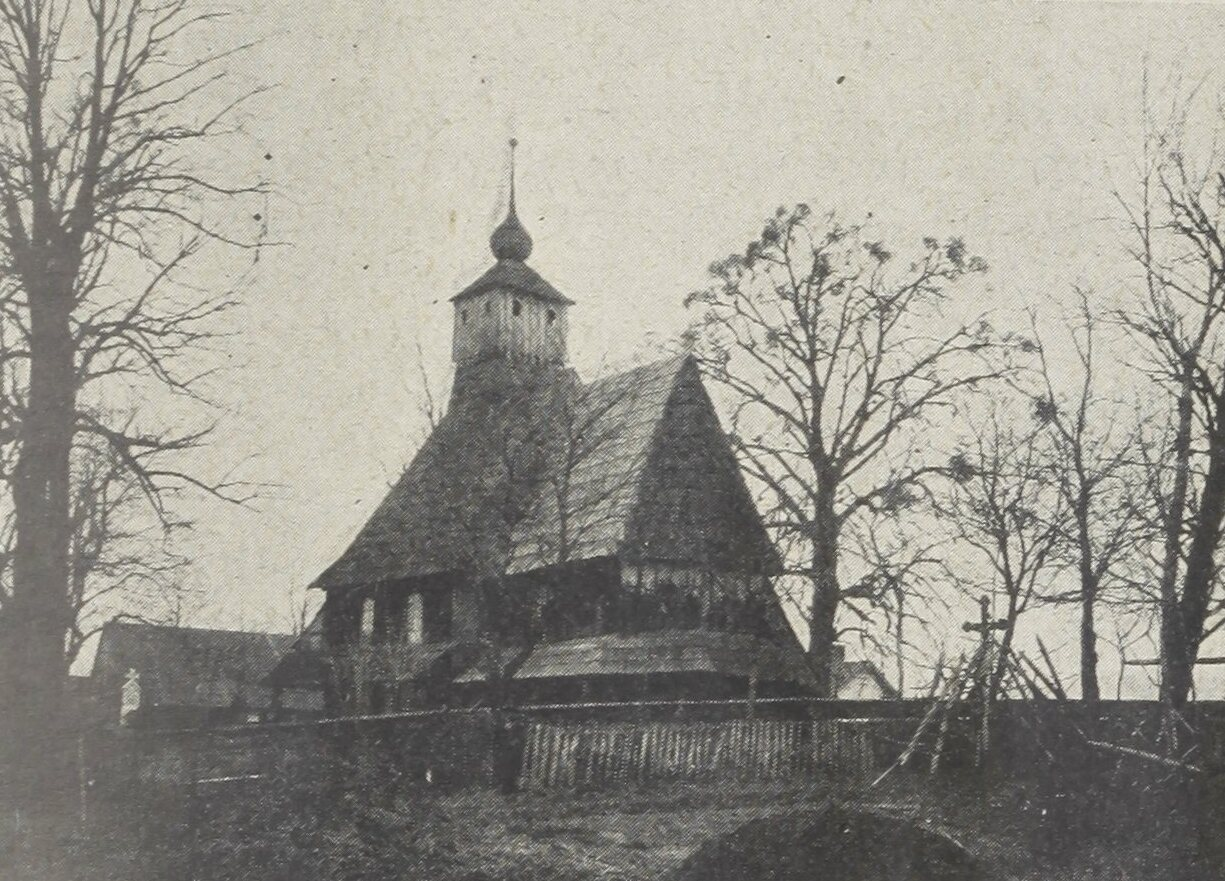
Kościół przed 1932

Kisielów (cz. Kyselov, niem. Kisielau) – wieś sołecka w Polsce położona w województwie śląskim, w powiecie cieszyńskim, w gminie Goleszów. Wieś leży w historycznych granicach regionu Śląska Cieszyńskiego. Powierzchnia sołectwa wynosi 337 ha, a liczba ludności 641, co daje gęstość zaludnienia równą 190,2 os./km².

## Historia
W Kisielowie odkryto ślady pierwszych społeczności rolniczych jakie pojawiły się na Śląsku Cieszyńskim w IV tysiącleciu p.n.e., związane są one z późną kulturą lendzielską.
Pierwsza wzmianka pochodzi z 1434 roku, w dokumencie z dnia 12 marca, w którym książę cieszyński Wacław I podarował Tyczkowi von Logau kawałek ziemi "na Lochni" (chodzić mogło o Łączkę) oznaczone od trzech wielkich dębów do Kiesselaw mole (czyli tamy w Kisielowie). Politycznie wieś znajdowała się wówczas w granicach Księstwa Cieszyńskiego, będącego lennem Królestwa Czech, a od 1526 roku w wyniku objęcia tronu czeskiego przez Habsburgów wraz z regionem aż do 1918 roku w monarchii Habsburgów (potocznie Austrii). 
W 1704 wieś została zakupiona przez Jana Kazimierza z rodu Cselestów z Celestiny, którzy sprzedali ją Komorze Cieszyńskiej w 1793.
Według austriackiego spisu ludności z 1900 w 42 budynkach w Kisielowie na obszarze 337 hektarów mieszkało 333 osób, co dawało gęstość zaludnienia równą 98,8 os./km². z tego wszyscy byli polskojęzyczni, 225 (67,6%) mieszkańców było katolikami a 108 (32,4%) ewangelikami. Do 1910 roku liczba mieszkańców wzrosła do 356, z czego 252 (70,8%) było katolikami a 104 (29,2%) ewangelikami, 351 (98,6%) polsko- a 5 (1,4%) czeskojęzycznymi.
Po zakończeniu I wojny światowej tereny, na których leży miejscowość - Śląsk Cieszyński stał się punktem sporu pomiędzy Polską i Czechosłowacją. W 1918 roku na bazie Straży Obywatelskiej miejscowi Polacy utworzyli lokalny oddział Milicji Polskiej Śląska Cieszyńskiego, który podlegał organizacyjnie 14 kompanii w Skoczowie.
W latach 1975–1998 miejscowość położona była w województwie bielskim.

## Religia
Na terenie wsi działalność duszpasterską prowadzą następujące kościoły:
- Kościół Ewangelicko-Augsburski (filiał parafii w Goleszowie)
- Kościół Rzymskokatolicki (filiał parafii św. Mateusza w Ogrodzonej)

## Urodzeni w Kisielowie
- Jan Sztwiertnia (1850-1912) - rolnik, działacz społeczno-polityczny[12]
- Stefan Postrzednik (ur. 1946) - inżynier mechaniki i budowy maszyn, profesor[12]